# Ianis Zicu
Ianis Alin Zicu est un ancien footballeur roumain né le 23 octobre 1983 à Constanța. Il évoluait au poste d'attaquant ou ailier.

## Palmarès

### Sélection
- 12 sélections et 1 but avec l'équipe de Roumanie entre 2003 et 2011

### Club
- Dinamo Bucarest
  - Champion de Roumanie : 2002 et 2004
  - Vainqueur de la Coupe de Roumanie : 2001, 2004 et 2005
  - Vainqueur de la Supercoupe de Roumanie : 2005

- Rapid Bucarest
  - Vainqueur de la Coupe de Roumanie : 2007

- Poli Timișoara
  - Vice-champion de Roumanie : 2011

- CSKA Sofia
  - Vainqueur de la Supercoupe de Bulgarie : 2011
  - Vice-champion de Bulgarie : 2012

- Pohang Steelers
  - Vainqueur de la Coupe de Corée du Sud : 2012

- ASA Târgu Mureș
  - Vice-champion de Roumanie : 2015

### Individuelle
- Meilleur buteur du Championnat de Roumanie en 2011 (18 buts)

## Parcours d'entraineur
- depuis 2019 :  Farul Constanta